# DVDFab
DVDFab és un aplicació informàtica de Microsoft Windows que permet desencriptar i copiar video i so de discos DVDs, Blu-ray i alguns HD DVD. Es distribueix des de a Pequín, la capital de la Xina.

## Característiques
DVDFab és shareware que pot ripejar DVD i gravar, capaç d'extreure discos sencers o fitxers solts de DVD o Blu-ray. Les extraccions poden ser efectuades en disc dur o en disc òptic. És capaç de desencriptar els esquemes de protecció de còpia que evita el copiat del contingut.
DVDFab és capaç de comprimir un disc de doble capa en la mida d'un disc d'una sola capa, partir títols de vídeo en un disc de doble capa en dos discos d'una capa i gravar imatges a discos gravables.
També permet fer còpies personalitzades de discs en qualsevol selecció de títols de vídeo, idiomes, subtítols i menús; fent clonacions de discos amb bits perfectes 1:1 incloent-hi DVDs de dades i unir títols de vídeos de diferents discos amb un de sol.
El suport del format Blu-ray es va afegir en la versió 6. El DVDFab té ara suport per a NVIDIA® CUDA™, per realitzar conversions més ràpides.

## Conversió de vídeo
L'Opció de Conversió de Vídeo és una extensió del DVDFab que permet la conversió entre formats de títols de DVD com el MPEG-4 amb perfils per crear fitxers disponibles per a la reproducció en diferents dispositius com poden ser l'iPod, l'iPhone i l'iPad d'Apple, el Zune i la Xbox 360 de Microsoft, PlayStation Portable i PlayStation 3 de Sony, com també diversos models de reproductors de video portables com telèfons mòbil i PDAs.

## Controvèrsia
El DVDFab està llistada al «Hall Of Shame» de FFmpeg indicant que viola un dels termes de llicència del FFmpeg. DVDFab conté binaris de diversos programes que estan sota la GNU General Public License i el GNU Lesser General Public License. També, perquè el DVDFab desencripta i esborra tecnologia d'encriptació de gestió de drets digitals en els mitjans de DVD/Blu-ray que són desencriptats, i també viola de prima facie el Digital Millennium Copyright Act dels EUA i legislacions semblants en altres països.